# ポルトガル領ギニア・エスクード
ポルトガル領ギニア・エスクード(Portuguese Guinean escudo)は1914年から1975年までにポルトガル領ギニアで使用されていた通貨である。ポルトガル領ギニア・レアルに代わって導入され(1エスクード＝1000レアル)、ポルトガル・エスクードとは等価に固定されていた。
ポルトガル領ギニアで使用される紙幣と硬貨はポルトガルが発行していた。ギニアビサウの独立の後、ポルトガル領ギニア・エスクードに代わってギニアビサウ・ペソが導入された。